# هری فورد (بازیکن فوتبال، زاده۱۸۹۳)
هری فورد (انگلیسی: Harry Ford؛ 1893 – ۱۹۶۳ (۶۹−۷۰ سال)) بازیکن فوتبال اهل بریتانیا بود.
از باشگاه‌هایی که در آن بازی کرده‌است می‌توان به باشگاه فوتبال چلسی و باشگاه فوتبال تانبریج ولز اشاره کرد.